# Networks NØR

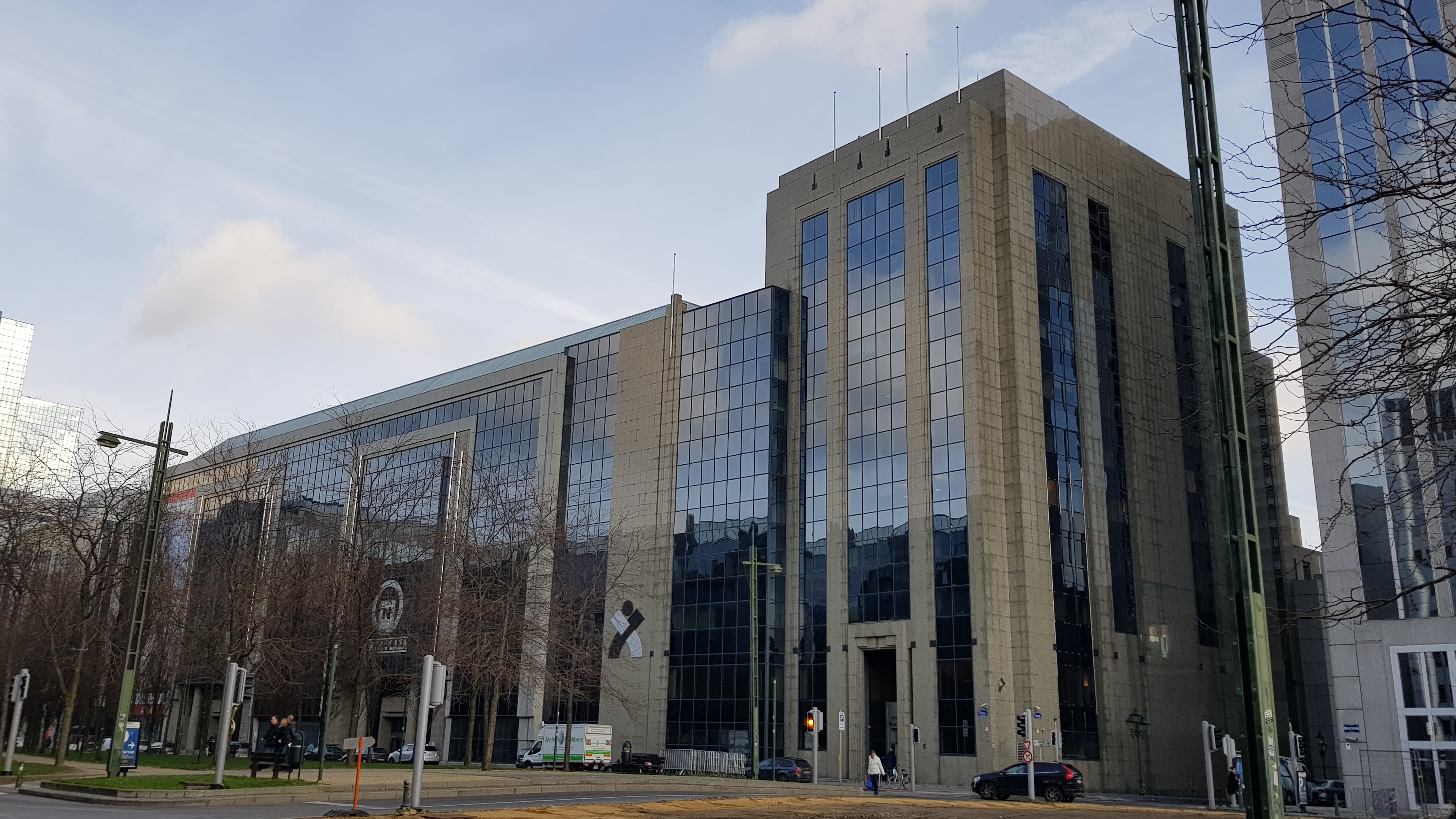
North Plaza (2018)

Networks NØR, voorheen North Plaza, is een kantoorgebouw in de Belgische gemeente Sint-Joost-ten-Node, net buiten de Vijfhoek in de Brusselse Noordruimte. Het gebouw ligt aan de Koning Albert II-laan 5-7-9.
Ten noorden van het gebouw ligt het Hendrik Consciencegebouw en aan de overzijde van de laan (westzijde) het gebouw North Gate en de Quatuor Towers.

## Geschiedenis
De bouw van het kantoorgebouw vatte in 1991 aan en werd in 1993 voltooid. Het werd door architectenbureau Jaspers-Eyers ontworpen.
Eigenaar en uitbater Banimmo begon in april 2019 met de omvorming van het gebouw, dat de naam Networks NØR zal krijgen. Eind 2021 verkocht Banimmo het kantoorgebouw aan de Regie der Gebouwen.